# Réserve naturelle de la Zeïa
La Réserve naturelle Zeïa (en russe : Зейский заповедник), (également Zeysky) est un « zapovednik » Russe (réserve naturelle stricte) situé sur le cours supérieur montagneux de la rivière Zeïa, à l'extrémité est de la chaîne Tukuringra, où elle rejoint la Djagdy, dans la région de l'Amour de l'Extrême-Orient russe. La réserve a été créée en 1963, en partie pour servir de "parcelle de référence" pour l'étude de l'impact écologique du barrage de la Zeïa et du réservoir de Zeïa qui ont été construits dans les années 1960 et 1970. La superficie de la réserve est de 993 km². Les sols sont principalement de la taïga, composée principalement de mélèzes et de chênes de Mongolie. La réserve est située à 13 km au nord de la ville de Zeïa, dans le district de Zeysky de l'oblast de l'Amour ,.

## Topographie
La réserve de Zeï est située à environ 150 km au nord de la frontière avec la Chine, sur la rive nord-ouest du fleuve Zeïa, qui est un affluent gauche du fleuve Amour. La réserve est de forme rectangulaire. Les altitudes sur le territoire sont de 40 % en dessous de 700 m, 35 % de 700 à 1 000 m, 18 % de 1 000–1 300 m et 7 % de plus de 1 300 mètres. Il y a plus de 200 ruisseaux et petites rivières répartis uniformément sur le territoire. Ils ont le caractère des voies navigables de montagne: vallées étroites escarpées, chutes abruptes et rapides. En hiver, ils gèlent au fond. Les roches principales sont des gneiss, et les sols sont le produit de gneiss altérés .

## Faune et flore
Plus de 90% de la réserve est boisée, avec des arbres caractéristiques de la zone de transition du sud vers le nord de la taïga. Le zonage d'altitude détermine les arbres prédominants à différentes hauteurs. De 350 à 500 mètres les arbres dominants sont le chêne et le bouleau noir. De 500 à 1 000 mètres, les arbres dominants sont le mélèze, avec des peuplements de bouleaux, d'épinettes et de trembles. Le sous-étage de cette forêt de mélèzes est principalement composé de canneberges, de romarin sauvage, de rhododendrons dahuriens et de mousses. De 1 000 à 1 300 mètres se trouve une ceinture de taïga sombre, principalement d'épinette et de sapin. Au-dessus de la taïga sombre, les crêtes sont recouvertes de cèdre et accompagnent le genévrier de Sibérie et le rhododendron. Pour les animaux, les crêtes de la région servent de zones de rencontre pour les espèces représentatives de nombreux complexes fauniques - faune de Sibérie orientale (Angara), Mandchou, Daur, Mongole, Okhotsk-Kamchatka et faune des hauts plateaux d'Extrême-Orient .

## Écotourisme
En tant que réserve naturelle stricte, la réserve de Zeya est principalement fermée au grand public, bien que les scientifiques et ceux qui ont des objectifs «d'éducation environnementale» puissent prendre des dispositions avec la direction du parc pour des visites. Il existe cependant trois itinéraires «écotouristes» dans la réserve qui sont ouverts au public, mais nécessitent l'obtention d'un permis à l'avance.
Le siège social est situé dans la ville de Zeya  .

## Voir également
- Liste des réserves naturelles russes (classe 1a «zapovedniks»)